# Schloss Crossen

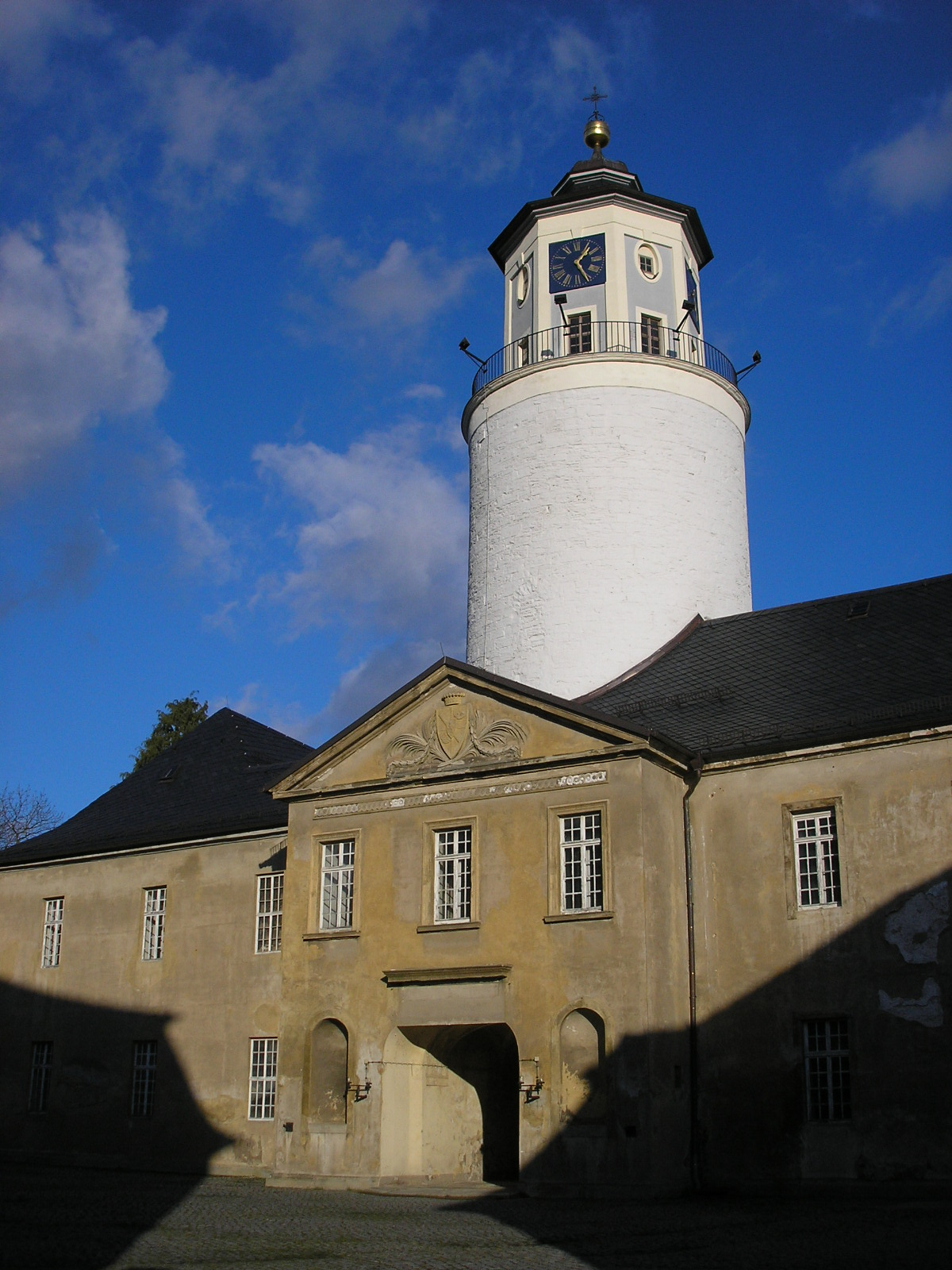
Der Bergfried der ehemaligen Burg mit dem Turmaufsatz aus dem 18. Jahrhundert

Das Schloss Crossen ist eine barocke Schlossanlage in Crossen an der Elster im Osten Thüringens. Sie befindet sich auf einem Bergsporn über dem Tal der Weißen Elster. Bekannt ist das Schloss Crossen für seinen prunkvollen Barocksaal, der mit italienischen Illusionsmalereien ausgeschmückt ist. Nach zehnjährigem Leerstand und Verfall wurde es Anfang März 2017 durch die Stadt Bad Köstritz gekauft und soll schrittweise saniert werden.

## Anlage

Lageplan des Schlosses

Das Schloss liegt nordwestlich von Crossens Ortskern auf einem Berg. Es umfasst das vierflügelige Hauptgebäude im Osten, welches den Bergfried integriert und den inneren Schlosshof umschließt. Im Südflügel des Hauptgebäudes liegt der barocke Festsaal, der sich über zwei Etagen erstreckt. Westlich dieses Komplexes liegt der äußere Schlosshof, der im Osten vom Hauptgebäude, im Westen vom ehemaligen Wirtschaftsgebäude und im Norden und Süden von zwei symmetrischen Kavaliershäusern flankiert wird. Zwischen dem südlichen Kavaliershaus und dem Wirtschaftsgebäude liegt der Eingang der Schlossanlage. In den 1960er-Jahren wurde hinter dem Wirtschaftsgebäude noch ein Internatsgebäude errichtet, welches heute ebenfalls zur Anlage zählt. Umgeben ist das Schloss von der größtenteils erhalten gebliebenen Burgmauer. Zwischen ihr und dem Haupthaus liegt der verwilderte Schlossgarten. Südlich des Burgbergs liegt der ehemalige Schlosspark mit einem weiteren Nebengebäude. Ein Teil des unteren Schlossgartens wurde 1949 zum Sportplatz von Crossen umgestaltet.

## Geschichte

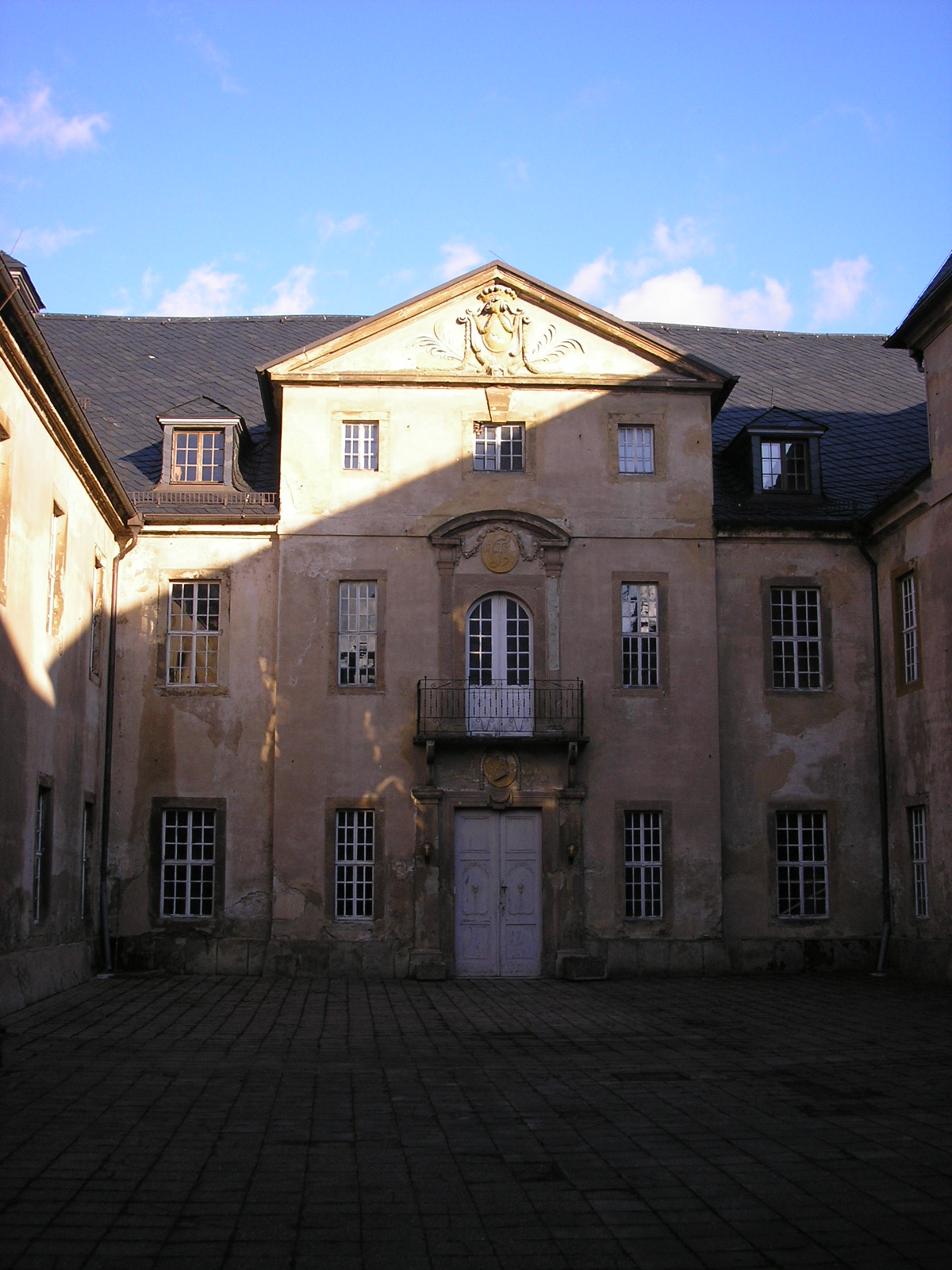
Blick vom Innenhof auf den Mittelflügel des Haupthauses

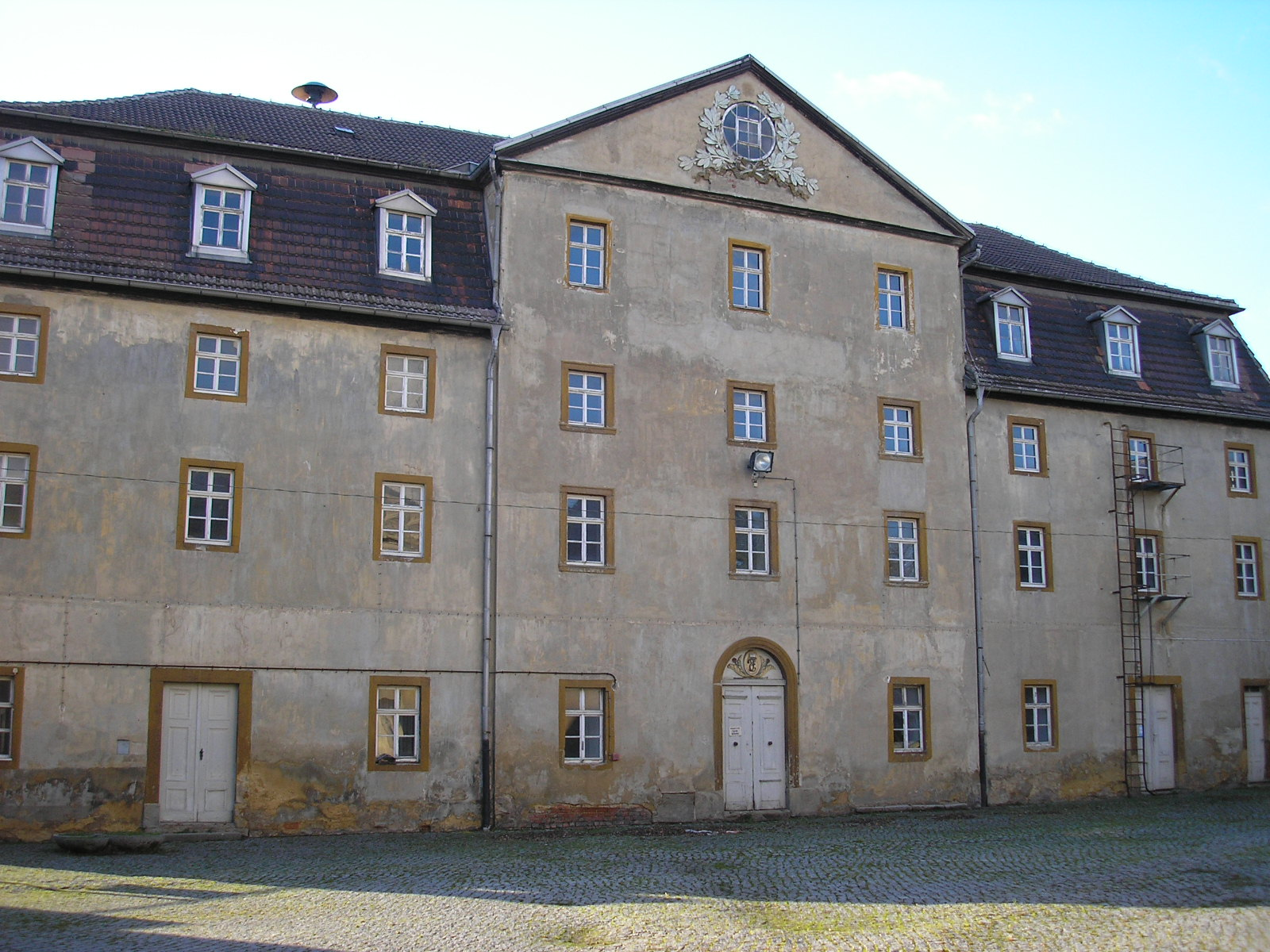
Das Wirtschaftsgebäude

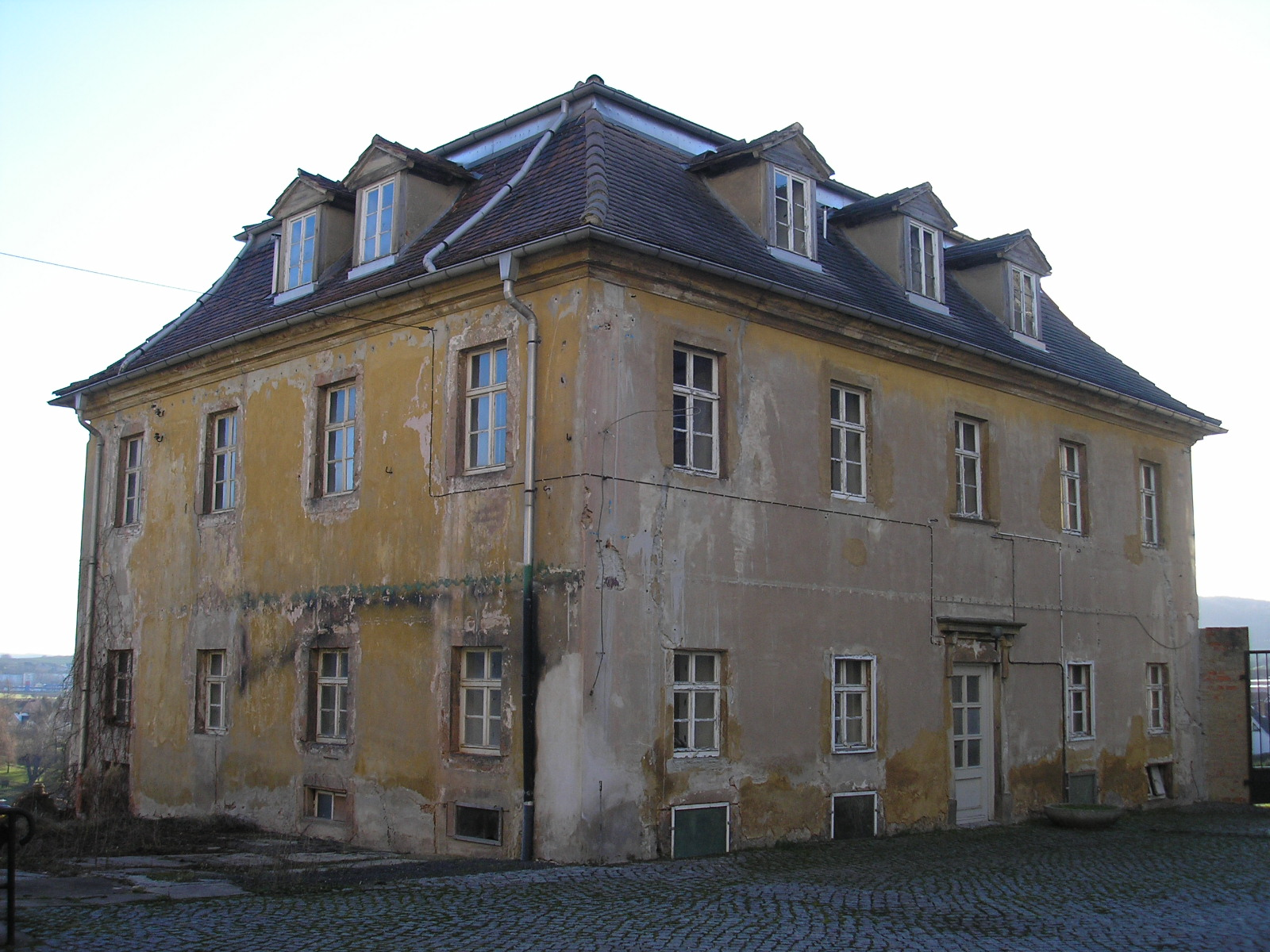
Eines der beiden symmetrischen Kavaliershäuser auf dem westlichen Vorhof

### Vorgängerburg
Eine erste Burg in Crossen entstand bereits im 10. Jahrhundert zum Schutz der Handelsstraßen zwischen Gera und Zeitz sowie zwischen Bad Sulza/Camburg und Gera (Wein- und Salzstraße). Sie fand 995 das erste Mal urkundlich Erwähnung als „Castrum Crozna“, als sie von Kaiser Otto III. dem Bistum Zeitz übereignet wurde. Diese erste Burganlage wurde um 1150 aufgegeben. Ob sie am selben Platz stand wie das heutige Schloss ist nicht nachweisbar.
Die zweite Burganlage auf dem Berg fand am 27. Januar 1272 zum ersten Mal urkundlich Erwähnung. Sie diente als Verwaltungssitz des Burgvogtes für die umliegenden Orte und war unter anderem auch Gerichtsplatz. Über die Burg ist heute nur wenig bekannt, unter anderem, dass sie in den Hussitenkriegen 1452 beschädigt wurde. In einer Ortschronik von Crossen wird sie als enge Burg, die von hohen Mauern umgeben ist, beschrieben. Auch zwei weitere Türme sowie eine Burgkapelle gehörten zu dieser Anlage. Heute sind von diesem Vorgängerbau nur noch der Bergfried sowie Teile der Ringmauer erhalten.
Der romanische Bergfried der Crossener Burg soll zum Burgenpaar Crossen-Nickelsburg gehört haben. Jedoch soll die frühdeutsche Nickelsburg (auf dem Mühlberg zwischen Crossen und Nickelsdorf) nur bis um 1150 bestanden haben.

### Umbau zum Renaissance-Schloss
Nach der Reformation ging die Anlage vom Bistum Naumburg-Zeitz in den Besitz der Wettiner über. Der sächsische Kurfürst August beauftragte Wolf Ernst von Wolframsdorf 1585 mit der Verwaltung des Amtes Crossen, der die Burg daraufhin zum Schloss im Stil der Renaissance umbauen ließ. Dieses Schloss existierte nur gut 100 Jahre, weshalb heute darüber noch weniger bekannt ist als über die vorherige Burg.

### Das barocke Schloss
Der aus dem Erzgebirge stammende Leipziger Kaufmann und Kommerzienrat David Fleischer erwarb 1700 das Ensemble. Fortan nannte er sich David von Fletscher und ließ zwischen 1701 und 1712 das alte Schloss abbrechen und die heutige Anlage im barocken Stil errichten. Nur der Bergfried blieb bestehen. Von Fletscher ließ in einem Mezzanin im Südflügel 1712 den zwei Stockwerke umfassenden barocken Festsaal einrichten. Dazu holte er den italienischen Meister Giovanni Francesco Marchini aus Como nach Crossen. Zuvor hatte dieser auch schon in Bauwerken wie dem Schloss Bruchsal in Baden oder der Kirche St. Martin in Bamberg gewirkt, in Sachsen arbeitete er auf Schloss Wiederau. Marchini gestaltete den Saal mit üppigen Illusionsmalereien aus, die eine reiche architektonische Gliederung des Saals vortäuschen. Der Festsaal gilt als Meisterwerk des Barock in Thüringen, er ist auch das einzige erhaltene illusionistische Gesamtkunstwerk des Landes. Als Motive kommen dort vor allem Szenen der antiken Mythologie und Gottesbilder zum Einsatz.
Im großen Festsaal befindet sich das barocke Riesendeckengemälde, welches griechische Göttersagen darstellt.

### Schloss Crossen im Besitz der Familie von Flemming
1724 erwarb der aus der pommerschen Adelsfamilie von Flemming stammende Generalfeldmarschall und dirigierende Minister Augusts des Starken, Graf Jacob Heinrich von Flemming, das Schloss aus der Konkursmasse des hoch verschuldeten Hof- und Justizrates Thomas August von Fletscher. Die Familie besaß es die nächsten 200 Jahre und führte keine großen Umbauten durch, sodass das Schloss noch 1925 rein barock erhalten war. Bis 1777 bewohnte die Familie von Flemming das Schloss nicht oft, anschließend wurde es aber saniert und an den Fassaden der heute vorhandene Wappenschmuck angebracht. Nun wohnten Familienmitglieder wie Johann Heinrich Joseph Georg von Flemming oder Karl von Flemming dauerhaft in der barocken Anlage. Ersterer ließ das Schloss mit kostbaren Stuckdecken und Tapeten sowie prunkvollem Inventar ausstatten. In seinem Auftrag entstanden auch das Musikzimmer, das neue Wirtschaftsgebäude und die beiden Kavaliershäuser um den äußeren Schlosshof. Es folgte in den 1780er-Jahren die Umgestaltung des Außengeländes. Dort wurde ein Weinberg angelegt. Außerdem züchtete man im Schlossgarten Hopfen und edle Obstbäume.
Durch Graf Edmund von Flemming erfolgte eine weitere Ausschmückung des Schlosses. Er schaffte zwei Turmuhren an und stiftete eine neue Orgel für die Schlosskirche, die er von einem Orgelbaumeister in Frankfurt (Oder) bauen ließ. 1892 ließ er eine neue Wasserleitung aus Eisen verlegen und einen Brunnen für die oberen Bergbewohner bauen. Die Schriftstellerin Elisabeth von Heyking, Tochter des Albert Graf von Flemming-Buckow, war die Letzte aus der Familie von Flemming, die das Schloss bis zu ihrem Tode 1925 bewohnte. Ihr Ehemann Edmund Friedrich Gustav von Heyking war Gesandter des Deutschen Reichs in China und brachte von dort mitgebrachte chinesische Stofftapeten im Schloss an.
Elisabeth war eine Enkelin des Romantikers Achim von Arnim. Sie wurde als Schriftstellerin bekannt durch ihr Buch Briefe, die ihn nicht erreichten. Zu ihrem Gedenken errichtete man 1934 eine (erhaltene) Gedenktafel auf dem nahen Mühlberg bei Nickelsdorf.

### Geschichte zwischen 1925 und 1990

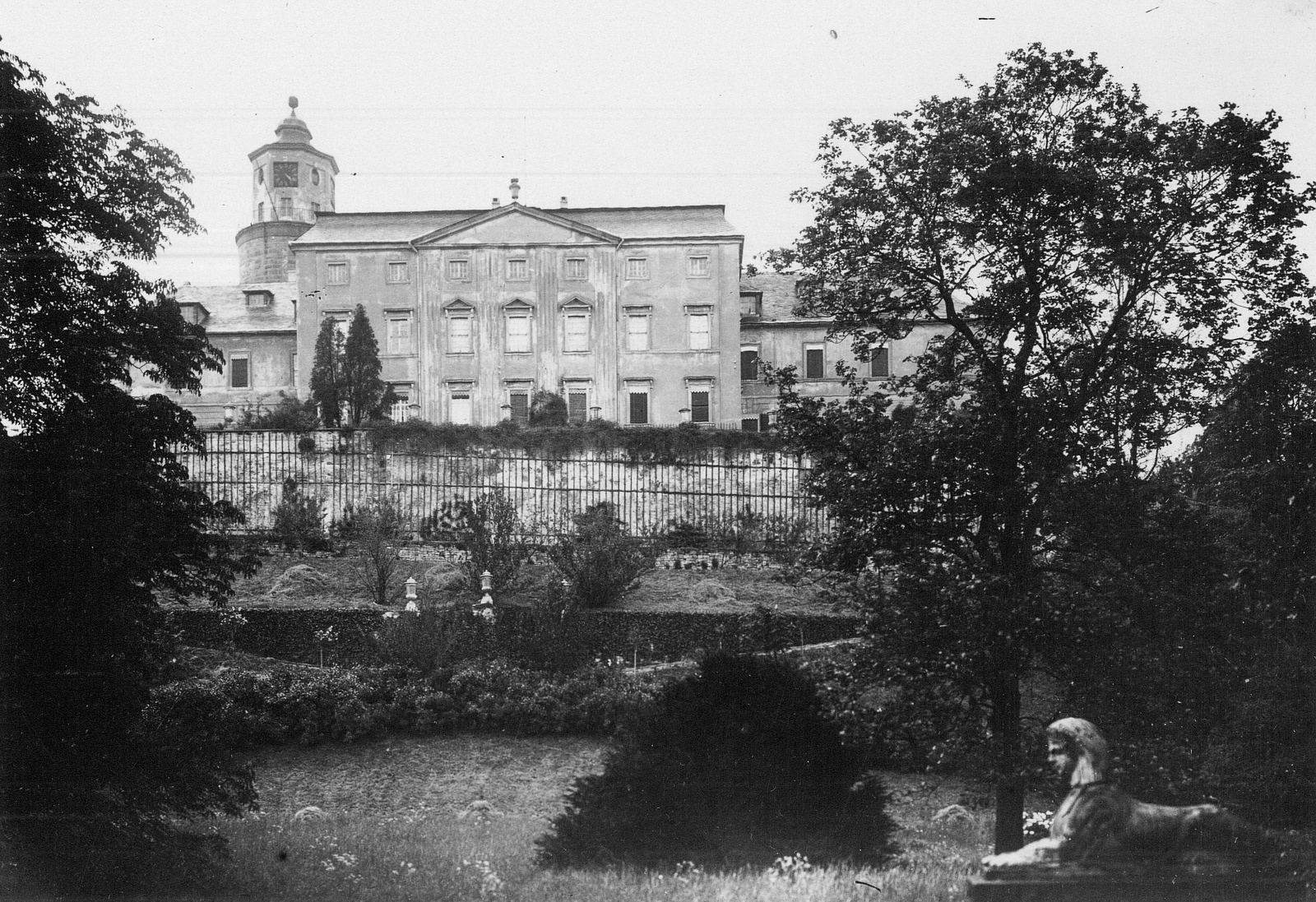
Ansicht um 1925

Erbe des Schlosses war Edmund von Bockum-Dolffs, ein Nachfahre von Florens von Bockum-Dolffs, Ehemann der Melusine Sophie Luise Gräfin von Flemming, einer Tochter des Regierungspräsidenten Graf Karl von Flemming. Bockum-Dolffs verkaufte sämtliche Möbel, Öfen und Tapeten des Schlosses und gab die Anlage dem Verfall preis. Das Dach der Schlosskirche wurde ab 1930 marode, wodurch die dortigen Deckenmalereien Marchinis verloren gingen. 1938 stürzte die Schlosskirche schließlich ein.
Am 13. Mai 1937 kaufte Rudolf Zersch, der Inhaber der Köstritzer Schwarzbierbrauerei und des nahen Wasserschlosses Hartmannsdorf, das Schloss bei einer Zwangsversteigerung für 30.000 Reichsmark und ließ es wieder instand setzen. Im Zweiten Weltkrieg waren im Schloss Soldaten der Wehrmacht einquartiert. Danach diente es zunächst als Vertriebenenlager. In den Nebengebäuden wurden auch Wohnungen für Vertriebene eingerichtet. Später wollte man das Schloss abreißen, was aber vom Zeitzer Professor Jefimow verhindert wurde. Er sorgte dafür, dass im Schloss 1953 eine Schule untergebracht wurde, die bis 1991 bestand und jährlich etwa 330 Lehrer ausbildete. In den 1960er-Jahren wurde der verfallene Marstall abgerissen und durch ein Internatswohnheim ersetzt.

### Das Schloss nach der Wiedervereinigung

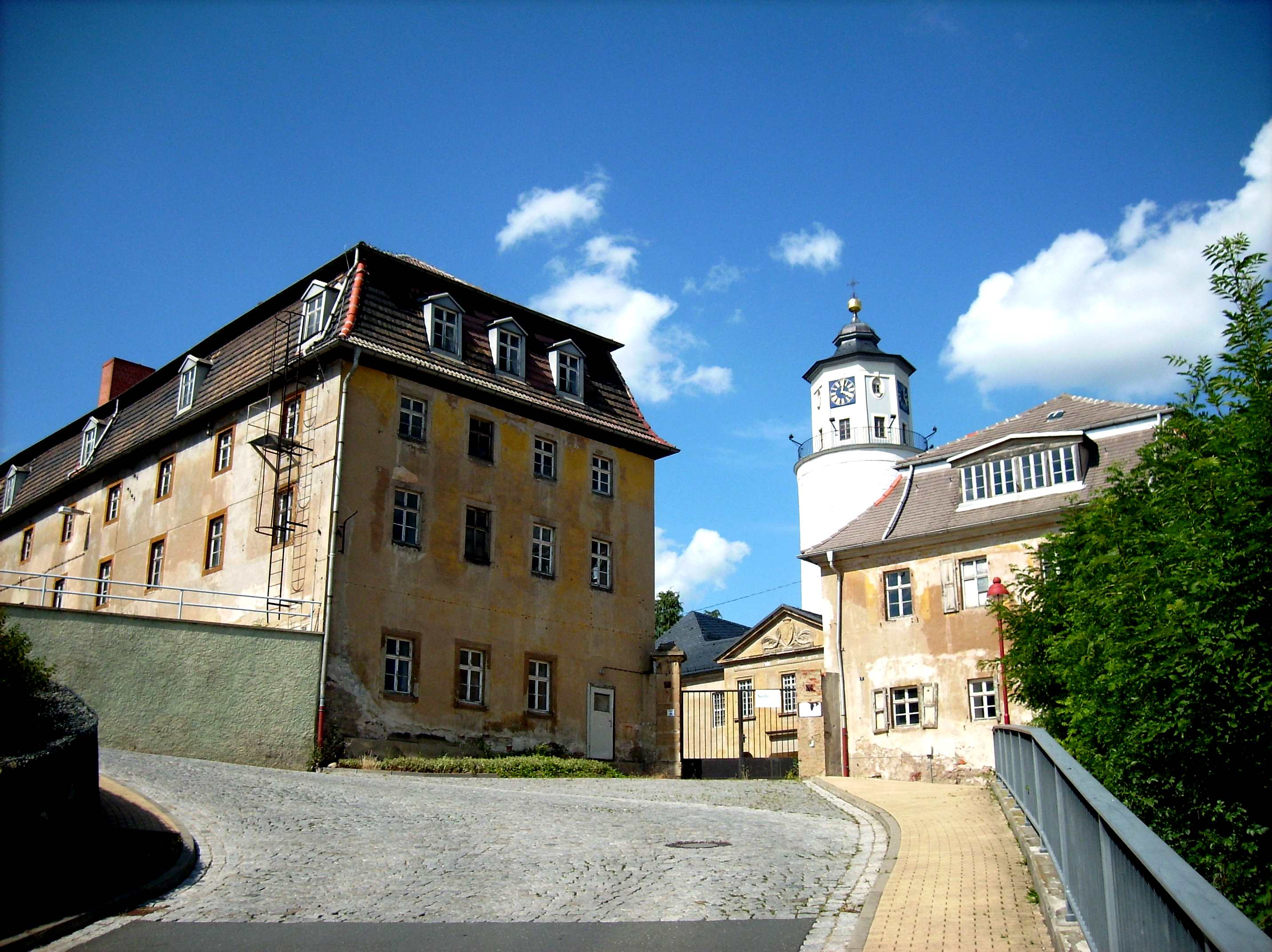
Zufahrt

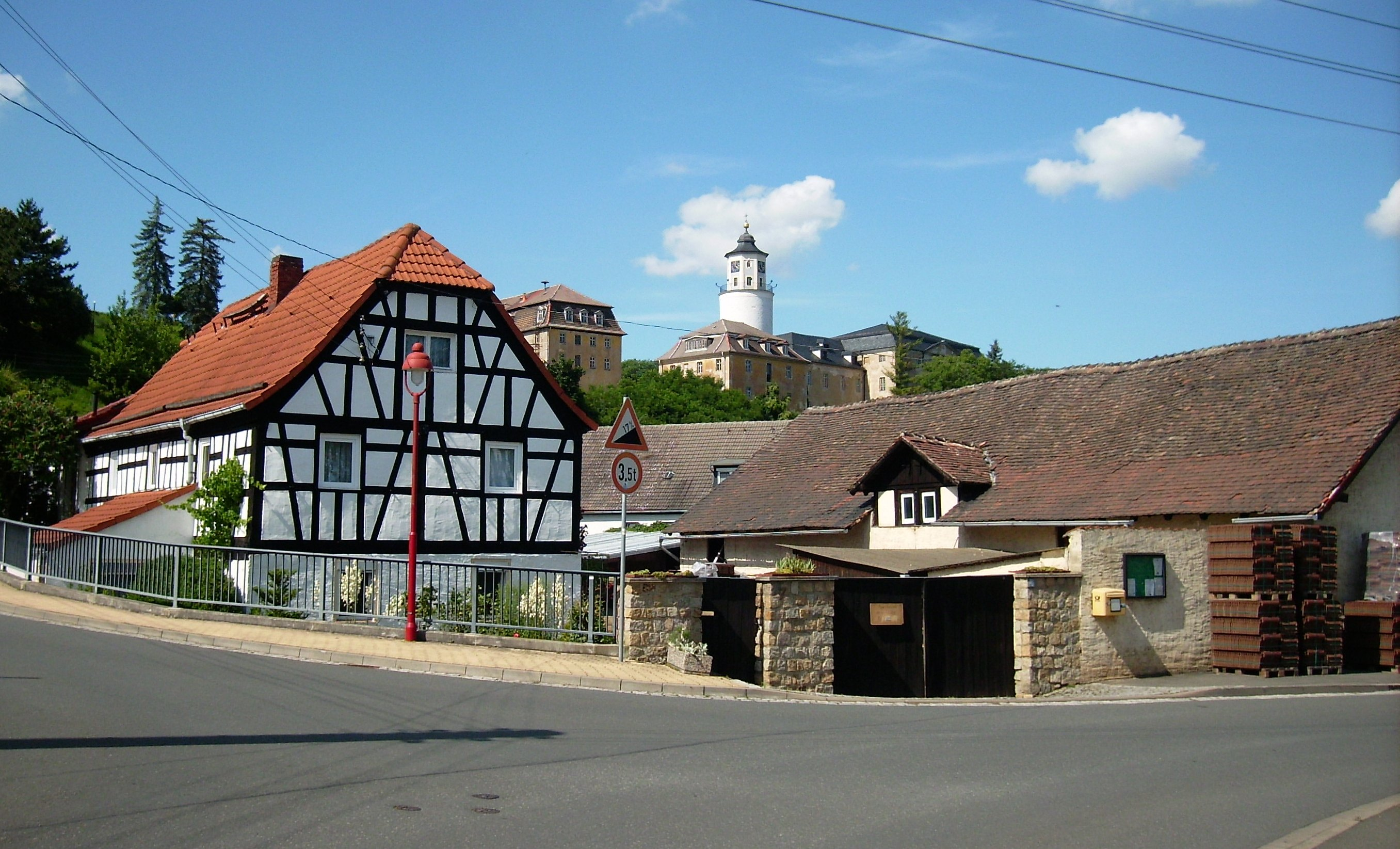
Crossen mit Schloss

1992 ging das Gebäude in den Besitz der Landesentwicklungsgesellschaft Thüringen über, die verschiedene Instandsetzungsarbeiten durchführen ließ. So wurden unter anderem der Bergfried, das Dach und die Heizungsanlage erneuert. In den 1990er-Jahren fanden auf Schloss Crossen immer wieder Schlossfeste der Heinrich-Schütz-Akademie Bad Köstritz statt.
Am 24. November 2006 wollte die Gesellschaft das Objekt bei einer Auktion in Erfurt veräußern. Das Mindestgebot lag bei 850.000 Euro, wobei der Verkehrswert des Schlosses auf knapp 2,5 Millionen Euro taxiert wurde. Dennoch fand sich kein Käufer. Auch die Kommunen, die Gemeinde Crossen und die Verwaltungsgemeinschaft Heideland-Elstertal, wollten die Anlage nicht kaufen, weshalb sie im Besitz der Landesentwicklungsgesellschaft verblieb. Das Architekturbüro Siebert erstellte zu dieser Zeit ein Gutachten, nachdem für eine Instandsetzung des Schlosses etwa fünf Millionen Euro und für eine umfassende Sanierung bis zu zehn Millionen Euro investiert werden müssten. Im Juni 2007 wurde das Schloss bei einer Auktion in Berlin erneut zur Versteigerung angeboten. Es wurde daraufhin durch die eigens hierfür gegründeten Firma Hurlson GmbH zum für die LEG unbefriedigenden Preis von nur 205.000 Euro ersteigert (die LEG hatte zuvor bereits Landesmittel in Höhe von 2,5 Millionen Euro in das Schloss investiert). Die Hurlson GmbH ist eine Gründung der beiden Spekulanten John Robinson und Eftim Hurly aus Irland. Die Kommunen (die Gemeinde Crossen, die VG Heideland-Elstertal, der Saale-Holzland-Kreis und das Land Thüringen) hätten ein Vorkaufsrecht gehabt, von dem sie jedoch keinen Gebrauch machten, wodurch die Versteigerung an die Hurlson GmbH rechtskräftig wurde. Als Grund gaben sie Geldmangel an. Im September 2007 erfolgte die Schlüsselübergabe an die neuen Eigentümer, die bisher noch kein Nutzungskonzept für das Schloss vorlegten. Das Schlossgelände ist der Öffentlichkeit nicht mehr zugänglich; die Gebäude selbst befinden sich in einem stetig schlechter werdenden Zustand.
Im Frühjahr 2012 ergriff der Crossener Dr. Wolfgang Maruschky die Initiative zur Gründung eines Vereins der Freunde und Förderer des Schlosses Crossen, der das Schloss erwerben, sanieren und zu einer Bildungseinrichtung umgestalten sollte.
Der Stadtrat von Bad Köstritz beschloss am 22. Februar 2017, das Schloss gemeinsam mit der Gemeinde Crossen zu erwerben. Am 4. März 2017 wurde das Schloss erneut in Berlin versteigert. Neuer Eigentümer wurde die Stadt Bad Köstritz. Der Kaufpreis plus Nebenkosten betrug nach Angaben des Bad Köstritzer Bürgermeisters rund 350.000 Euro. Gleichzeitig kündigte er an, parallel zur baldigen kulturellen Nutzung sollen fundierte Konzepte für die schrittweise Sanierung und die zukünftige Nutzung von Schloss Crossen erarbeitet werden.